# Keck a Mithouard
Keck a Mithouard, plným označením Trestní řízení proti B. Keck a D. Mithouard (C-267 a C-268/91), byl judikát Soudního dvora Evropské unie z roku 1993. Soud rozhodl, že omezení způsobu prodeje národní úpravou v členském státě není v rozporu se zákazem opatření s rovnocenným účinkem jako kvantitativní omezení a tedy s volným pohybem zboží.

## Skutková podstata
Francouzský zákon zakazoval prodej zboží se ztrátou (tzv. dumping). Keck a Mithouard oponovali, že takové opatření je v rozporu s volným pohybem zboží a článkem 30 Smlouvou o Evropském hospodářském společenství (EHS) zakazujícím opatření s rovnocenným účinkem jako kvantitativní omezení, neboť narušuje tržní prostředí v pohraničních oblastech se státy, kde takový zákaz neplatí.

## Rozhodnutí
Soudní dvůr Evropské unie rozhodl, že opatření upravující způsob prodeje není opatřením s rovnocenným účinkem jako kvantitativní omezení.
| „ | [U]platnění určitých restriktivních ustanovení omezujících nebo zakazujících určité způsoby prodeje a vztahující se i na zboží z jiného členského státu, není možné považovat za opatření ohrožující přímo nebo nepřímo, aktuálně nebo potenciálně obchod mezi členskými státy tak, jak tomu bylo v případu Dassonville (8/74), pokud se tato opatření vztahují na všechny obchodníky obchodujícími na státním území a ovlivňují stejným způsobem, z hlediska právního i věcného, obchodování s domácími výrobky i s výrobky dovezenými z jiného členského státu. | “ |

Soud tak přehodnotit svou předchozí judikaturu „[s] ohledem na stoupající tendenci obchodníků dovolávat se článku 30 Smlouvy (o EHS) jako prostředku napadení předpisů, jejichž cílem je omezit obchodní svobodu, i když tyto předpisy nejsou určeny pro výrobky jiných členských států“.